# 海科克 (阿拉斯加州)
海科克（英語：Haycock）是位於美國阿拉斯加州諾姆人口普查區的一個非建制地區。該地的面積和人口皆未知。

## 地理
海科克的座標為65°12′35″N 161°09′56″W / 65.20972°N 161.16556°W，而該地的平均海拔高度為56米（即184英尺）。